# Vinni Lettieri
Vinni Lettieri, född 6 februari 1995, är en amerikansk professionell ishockeyforward som är kontrakterad till Boston Bruins i NHL och spelar för Providence Bruins i AHL. 
Han har tidigare spelat för New York Rangers och Anaheim Ducks i NHL; Hartford Wolf Pack och San Diego Gulls i AHL; Minnesota Golden Gophers i National Collegiate Athletic Association (NCAA) samt Lincoln Stars i United States Hockey League (USHL).
Lettieri blev aldrig NHL-draftad.

## Statistik
| 2010–2011   | Minnetonka Skippers      |             | 25  | 15  | 22  | 37  | 12  | 2  | 2 | 1 | 3 | 2  |
| 2011–2012   | Minnetonka Skippers      |             | 25  | 22  | 36  | 58  | 24  | 3  | 1 | 1 | 2 | 0  |
|             | Team TDS Transportation  |             | 21  | 14  | 13  | 27  | 11  | 3  | 2 | 0 | 2 | 2  |
|             | Lincoln Stars            | USHL        | 15  | 4   | 4   | 8   | 14  | 7  | 0 | 1 | 1 | 0  |
| 2012–2013   | Lincoln Stars            | USHL        | 61  | 28  | 28  | 56  | 35  | 5  | 1 | 2 | 3 | 0  |
|             | U.S. National U18 Team   |             | 2   | 2   | 2   | 4   | 2   | —  | — | — | — | —  |
| 2013–2014   | Minnesota Golden Gophers | NCAA        | 37  | 2   | 6   | 8   | 8   | —  | — | — | — | —  |
| 2014–2015   | Minnesota Golden Gophers | NCAA        | 37  | 9   | 3   | 12  | 14  | —  | — | — | — | —  |
| 2015–2016   | Minnesota Golden Gophers | NCAA        | 37  | 7   | 19  | 26  | 18  | —  | — | — | — | —  |
| 2016–2017   | Minnesota Golden Gophers | NCAA        | 38  | 19  | 18  | 37  | 36  | —  | — | — | — | —  |
|             | Hartford Wolf Pack       | AHL         | 9   | 0   | 1   | 1   | 4   | —  | — | — | — | —  |
| 2017–2018   | New York Rangers         | NHL         | 19  | 1   | 4   | 5   | 0   | —  | — | — | — | —  |
|             | Hartford Wolf Pack       | AHL         | 55  | 23  | 13  | 36  | 31  | —  | — | — | — | —  |
| 2018–2019   | New York Rangers         | NHL         | 27  | 1   | 2   | 3   | 14  | —  | — | — | — | —  |
|             | Hartford Wolf Pack       | AHL         | 48  | 23  | 25  | 48  | 22  | —  | — | — | — | —  |
| 2019–2020   | Hartford Wolf Pack       | AHL         | 61  | 25  | 22  | 47  | 46  | —  | — | — | — | —  |
| 2020–2021   | Anaheim Ducks            | NHL         | 5   | 0   | 0   | 0   | 0   | —  | — | — | — | —  |
|             | San Diego Gulls          | AHL         | 22  | 14  | 12  | 26  | 12  | 3  | 1 | 2 | 3 | 4  |
| 2021–2022   | Anaheim Ducks            | NHL         | 31  | 5   | 5   | 10  | 6   | —  | — | — | — | —  |
|             | San Diego Gulls          | AHL         | 24  | 8   | 14  | 22  | 8   | —  | — | — | — | —  |
| 2022–2023   | Anaheim Ducks            | NHL         | 1   | 0   | 0   | 0   | 0   | —  | — | — | — | —  |
|             | San Diego Gulls          | AHL         | 48  | 23  | 26  | 49  | 34  | 4  | 1 | 0 | 1 | 6  |
| NHL totalt  | NHL totalt               | NHL totalt  | 83  | 7   | 11  | 18  | 20  | —  | — | — | — | —  |
| AHL totalt  | AHL totalt               | AHL totalt  | 267 | 116 | 113 | 229 | 157 | 7  | 2 | 2 | 4 | 10 |
| NCAA totalt | NCAA totalt              | NCAA totalt | 149 | 37  | 46  | 83  | 76  | —  | — | — | — | —  |
| USHL totalt | USHL totalt              | USHL totalt | 76  | 32  | 32  | 64  | 49  | 12 | 1 | 3 | 4 | 0  |

### Internationellt
| Källa: Uppdaterad: 2023-05-11 | Källa: Uppdaterad: 2023-05-11 | Källa: Uppdaterad: 2023-05-11 |               | Utv = Utvisningsminuter | Utv = Utvisningsminuter | Utv = Utvisningsminuter | Utv = Utvisningsminuter | Utv = Utvisningsminuter |
| År                            | Lag                           | Mästerskap                    | Matcher       | Mål                     | Assists                 | Poäng                   | Utv                     |                         |
| ----------------------------- | ----------------------------- | ----------------------------- | ------------- | ----------------------- | ----------------------- | ----------------------- | ----------------------- | ----------------------- |
| 2012                          | USA                           | Ivan Hlinka                   | 4             | 2                       | 2                       | 4                       | 6                       |                         |
| 2016                          | USA                           | VM                            | 10            | 0                       | 0                       | 0                       | 0                       |                         |
| Junior totalt                 | Junior totalt                 | Junior totalt                 | Junior totalt | 4                       | 2                       | 2                       | 4                       | 6                       |
| Senior totalt                 | Senior totalt                 | Senior totalt                 | Senior totalt | 10                      | 0                       | 0                       | 0                       | 4                       |

## Privatliv
Vinni Lettieri är son till den före detta kanadensisk-italienske fotbollsmålvakten Tino Lettieri, som spelade för Kanada vid Olympiska sommarspelen 1984 och Världsmästerskapet i fotboll 1986, och barnbarn till Lou Nanne (morfar), som spelade, tränade och var general manager för Minnesota North Stars (NHL) 1967–1988.